# Nguyễn Xuân Hiệp
Nguyễn Xuân Hiệp có thể là:
- Nguyễn Xuân Hiệp (đạo diễn):  là một đạo diễn người Việt Nam, anh được biết đến với vai trò đạo diễn các bộ phim Cây nước mắt, Lời nguyền và Phía sau bóng tối, ...
- Nguyễn Xuân Hiệp (diễn viên): là một diễn viên người Việt Nam. Đã tham gia các bộ phim "Bão ngầm", "Câu chuyện cuối mùa thu", ...